# Европско првенство у атлетици на отвореном 2012 — 1.500 метара за мушкарце
Трка на 1.500 метара у мушкој конкуренцији на Европском првенству у атлетици 2012. у Хелсинкију одржана је 30. јуна и 1. јула на Олимпијском стадиону.

## Земље учеснице
Учествовало је 28 такмичара из 19 земаља.
1. Аустрија (2)
2. Белорусија (1)
3. Данска (1)
4. Република Ирска (1)
5. Италија (1)
6. Летонија (1)
7. Луксембург (1)
8. Немачка (2)
9. Норвешка (2)
10. Пољска (3)
11. Португалија (1)
12. Румунија (1)
13. Србија (1)
14. Турска (2)
15. Уједињено Краљевство (1)
16. Финска (1)
17. Француска (2)
18. Швајцарска (1)
19. Шпанија (3)

## Освајачи медаља
|                              |                           |                      |
| Хенрик Ингебригстен Норвешка | Флориан Карвало Француска | Давид Бустос Шпанија |

## Рекорди
| Рекорди пре почетка Европског првенства 2012. | Рекорди пре почетка Европског првенства 2012. | Рекорди пре почетка Европског првенства 2012. | Рекорди пре почетка Европског првенства 2012. | Рекорди пре почетка Европског првенства 2012. |
| --------------------------------------------- | --------------------------------------------- | --------------------------------------------- | --------------------------------------------- | --------------------------------------------- |
| Светски рекорд                                | Хишам ел Геруж Мароко                         | 3:26,00                                       | Рим, Италија                                  | 14. јул 1998.                                 |
| Европски рекорд                               | Фермин Качо Шпанија                           | 3:28,95                                       | Цирих, Швајцарска                             | 13. август 1997.                              |
| Рекорди европских првенстава                  | Фермин Качо Шпанија                           | 3:35,27                                       | Хелсинки, Финска                              | 9. август 1994.                               |
| Најбољи светски резултат сезоне               | Силас Киплагат Кенија                         | 3:29,63                                       | Доха, Катар                                   | 11. мај 2012.                                 |
| Најбољи европски резултат сезоне              | Илхам Тануи Озбилен Турска                    | 3:33,32                                       | Доха, Катар                                   | 11. мај 2012.                                 |

### Најбољи европски резултати у 2012. години
Десет најбољих европских атлетичара на 1.500 метара 2012. године до почетка првенства (27. јуна 2012), имали су следећи пласман на европској и светској ранг листи. (СРЛ)
| 1.  | Илхам Тануи Озбилен, Турска           | 3:33,32 | 11. мај   | 12. СРЛ |
| 2.  | Алваро Родригез Шпанија               | 3:34,10 | 27. мај   | 18. СРЛ |
| 3.  | Мохамед Фара, Уједињено Краљевство    | 3:34,66 | 18. мај   | 24. СРЛ |
| 4.  | Рос Мари, Уједињено Краљевство        | 3:34.76 | 27. мај   | 27. СРЛ |
| 5.  | Давид Бутос, Шпанија                  | 3:34.77 | 7. јун    | 28. СРЛ |
| 6.  | Жамел Арас, Француска                 | 3:34,85 | 28. мај   | 30. СРЛ |
| 7.  | Дијего Руиз, Турска                   | 3:35.16 | 7. јун    | 33. СРС |
| 8.  | Andrew Baddeley, Уједињено Краљевство | 3:35,19 | 29. април | 34. СРЛ |
| 9.  | Хуан Карлос Игеро Шпанија             | 3:35.82 | 27. мај   | 49. СРЛ |
| 10. | Матеуш Демчишак Пољска                | 3:36,15 | 7. јун    | 55. СРЛ |

Такмичари чија су имена подебљана учествују на ЕП.

## Сатница
| Датум        | Време | Коло          |
| ------------ | ----- | ------------- |
| 30. јун 2012 | 13:45 | Квалификације |
| 1. јул 2012. | 18:50 | Финале        |

## Резултати

### Квалификације
У квалификацијама такмичари су били подељени у две групе. За финале су се квалификовала прва четворица из обе групе (КВ), и четворица по постигнутом резултату (кв).
| Пласман | Група | Такмичар            | Земља                | Време   | Белешке |
| ------- | ----- | ------------------- | -------------------- | ------- | ------- |
| 1.      | 1     | Андреас Војта       | Аустрија             | 3:41,24 | КВ      |
| 2.      | 1     | Илхам Тануи Озбилен | Турска               | 3:41,38 | КВ      |
| 3.      | 1     | Дмитријус Јуркевичс | Летонија             | 3:41,45 | КВ      |
| 4.      | 1     | Флоријан Карвало    | Француска            | 3:41,50 | КВ      |
| 5.      | 1     | Хелио Гомес         | Португалија          | 3:41,56 | кв      |
| 6.      | 1     | Абделах Хајдане     | Италија              | 3:41.61 | кв      |
| 7.      | 1     | Бартош Новицки      | Пољска               | 3:41,82 | кв      |
| 8.      | 1     | Горан Нава          | Србија               | 3:41,96 | кв      |
| 9.      | 1     | Андреас Буено       | Данска               | 3:42,81 |         |
| 10.     | 1     | Матеуш Демчишак     | Пољска               | 3:43,97 |         |
| 11.     | 2     | Николас Санделс     | Финска               | 3:45.74 | КВ      |
| 12.     | 2     | Флоријан Орт        | Немачка              | 3:45,87 | КВ      |
| 13.     | 2     | Давид Бустос        | Шпанија              | 3:46,12 | КВ      |
| 14.     | 2     | Хенрик Ингебригстен | Норвешка             | 3:46,14 | КВ      |
| 15.     | 2     | Алваро Родригез     | Шпанија              | 3:46,33 |         |
| 16.     | 2     | Раул Ботежан        | Португалија          | 3:46,39 |         |
| 17.     | 1     | Карстен Шланген     | Немачка              | 3:46,52 |         |
| 18.     | 2     | Грегори Богно       | Француска            | 3:46,53 |         |
| 19.     | 1     | Сјархеј Крилоу      | Белорусија           | 3:46,93 | ЛРС     |
| 20.     | 2     | Брентон Рове        | Аустрија             | 3:47,18 |         |
| 21.     | 2     | Пол Робинсон        | Република Ирска      | 3:47,26 |         |
| 22.     | 2     | Томас Ланкашир      | Уједињено Краљевство | 3:47,80 |         |
| 23.     | 2     | Криштоф Жебровски   | Пољска               | 3:48,00 |         |
| 24.     | 2     | Кемал Кујунџу       | Турска               | 3:48,01 |         |
| 25.     | 2     | Штефан Брајт        | Швајцарска           | 3:50,79 |         |
| 26.     | 2     | Давид Каронеј       | Луксембург           | 3:50,93 |         |
| 27.     | 1     | Томас Солберг Еиде  | Норвешка             | 3:54,46 |         |
| -       | 1     | Мануел Олмедо       | Шпанија              | НЗ      |         |

### Финале
| Пласман | Такмичар            | Држава      | Време   | Белешке |
| ------- | ------------------- | ----------- | ------- | ------- |
|         | Хенрик Ингебригстен | Норвешка    | 3:46,20 |         |
|         | Флоријан Карвало    | Француска   | 3:46,33 |         |
|         | Давид Бустос        | Шпанија     | 3:46,45 |         |
| 4       | Хелио Гомес         | Португалија | 3:46,50 |         |
| 5       | Бартош Новицки      | Пољска      | 3:46,69 |         |
| 6       | Дмитријус Јуркевичс | { Летонија  | 3:47.36 |         |
| 7       | Горан Нава          | Србија      | 3:47,74 |         |
| 8       | Абделах Хајдане     | Италија     | 3:47,79 |         |
| 9       | Андреас Војта       | Аустрија    | 3:53,23 |         |
| 10.     | Флоријан Орт        | Немачка     | 3:58,54 |         |
| 11.     | Николас Санделс     | Финска      | 4:03,34 |         |
|         | Илхам Тануи Озбилен | Турска      | 3:46.85 | ДИСК    |